# Burgruine Hinterfrankenberg
Die Burgruine Hinterfrankenberg (auch Burgruine Frankenberg genannt;  fränkisch: Aldes Schloss) ist die Ruine einer mittelalterlichen Höhenburg nördlich von Weigenheim im mittelfränkischen Landkreis Neustadt an der Aisch-Bad Windsheim in Bayern.

## Lage
Das Areal liegt auf dem sogenannten Herrschaftsberg, der eigentlich Waschbuck des Scheinberges heißt, bei 426 m ü. NHN, etwa 200 Meter nordöstlich oberhalb der Burg Vorderfrankenberg.

## Geschichte
Bereits zu karolingischer Zeit bestand auf dem 500 m östlich gelegenen Hexenstuhl eine Befestigung vor- und frühgeschichtlicher Zeitstellung, die mit Nr.: D-5-6327-0044 als Bodendenkmal qualifiziert ist.
Um 1166 wurde die Burg Hinterfrankenberg (D-5-6327-0043) errichtet, die als ein Raubnest von Kaiser Friedrich Barbarossa zerstört worden sein soll. Deren Ruinen wurden in den Folgejahren mit der Burgruine Probsteiwald überbaut (D-5-75-179-7). Reste sind noch auf dem Plateau erhalten von: Doppelturm, Brunnen und Mauer. Erbaut wurde sie als vierteilige Anlage mit zwei Haupt- und zwei Vorburgen um 1200 von Bischof Konrad von Querfurt und 1225 als „castrum“ erwähnt.
1254 errichteten die Burggrafen von Nürnberg wegen territorialer Machtkämpfe unterhalb der Burg Hinterfrankenberg als Gegenburg die Burg Vorderfrankenberg. 1271 wurde Gottfried von Hohenlohe, ein Verwandter der Burggrafen, Schutzherr der Burg Hinterfrankenberg, worauf der Würzburger Bischof Manegold von Neuenburg die Burg den auf der Burg Vorderfrankenberg sitzenden Brüder von Seinsheim übergab. 1290 übereignete Fürstbischof Manegold dem Dompropst Heinrich II. von Weichmar die Burg. Danach verfiel die Burg und wurde 1344 als baufällig beschrieben und 1397 alle Dompröpste verpflichtet für die Instandhaltung der Burg 40 Gulden zu bezahlen. Während einer Fehde zwischen dem Fürstbischof und dem Markgrafen wurde die Burg 1450 schwer beschädigt und 1462 durch Sigismund von Schwarzenberg gebrandschatzt. Zwischen 1481 und 1488 wurde die Burg durch den Dompropst Kilian von Bibra wieder aufgebaut. 1554 wurde die Burg zusammen mit der Burg Hohenlandsberg auf dem benachbarten Hohenlandsberg im Markgrafenkrieg durch Markgraf Albrecht Alcibiades zerstört und verfiel zur Ruine. 1600 wurde das Torhaus von einem Förster bewohnt. 1674 und 1719 versuchten die auf Burg Vorderfranken lebenden Herren von Hutten die Burg zu erwerben, um die Ruine als Steinbruch nutzen zu können. Zwischen 1803 und 1806 pachtete der Freiherr von Pöllnitz, Besitzer von Schloss Frankenberg, die nutzbaren Flächen auf dem Gebiet der Burg, erwirtschaftete damit ihren Kaufbetrag und ließ ab 1811 die ruinösen Reste abtragen und als Steinbruch nutzen.

## Beschreibung
Zum Gründungsbestand der auf einer heute dicht bewachsenen Hügelkuppe stehende Ruine gehörten neben der älteren Ringmauer aus Buckelquadern ein runder Bergfried und ein Palas.
Die Burg verfügte über eine zweigeteilte Hauptburg und zwei östlich vorgelagerte Vorburgen, die durch Trockengräben gesichert waren. Ein Mauerrest am Nordeck der Hauptburg zeugt noch von ihren runden Ecktürmen. In der Mitte der Nordwestseite befand sich über der älteren Ringmauer ein Doppelturmtor (um 1430–40) aus zwei fast vollrund vorspringenden Tortürmen. Dazwischen befand sich ein über eine Brücke und Zugbrücke erreichbares Tor hinter dem sich der runde Bergfried befand. 1480 bis 1488 wurde der Burgzugang verlagert und an der Südwestseite ein durch einen schmalen Torzwinger gesichertes Torhaus errichtet von dem das einst noch sichtbare Baudatum MCCCCLXXX (1480) zeugte. An der nordöstlichen Schmalseite der Randbebauung ist noch ein Mauerrest erhalten und an der Südostseite findet sich noch ein vorspringender dreieckiger Pfeiler.